# Lassell (cráter)

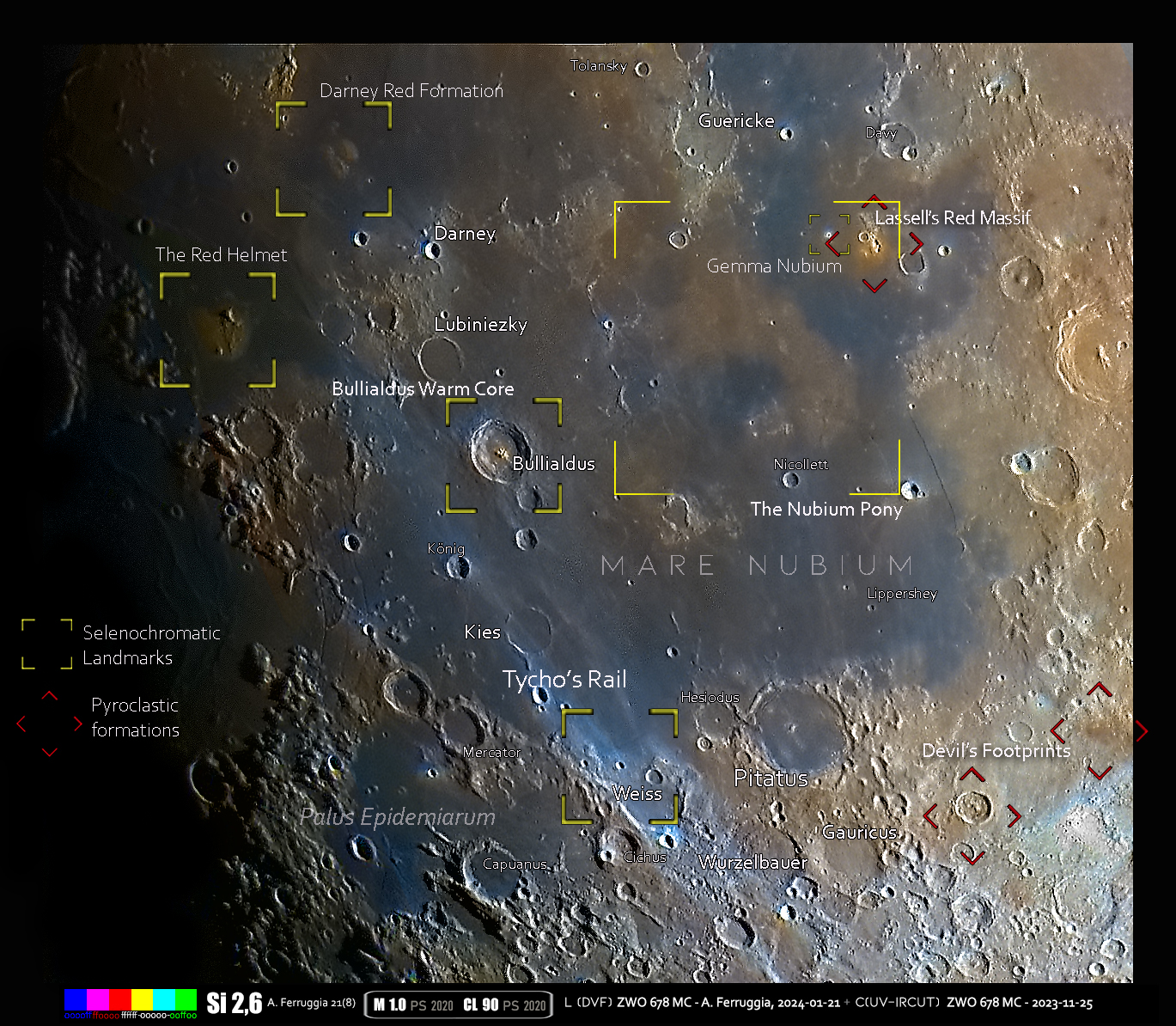
Área del cràter en formato selenocromatico

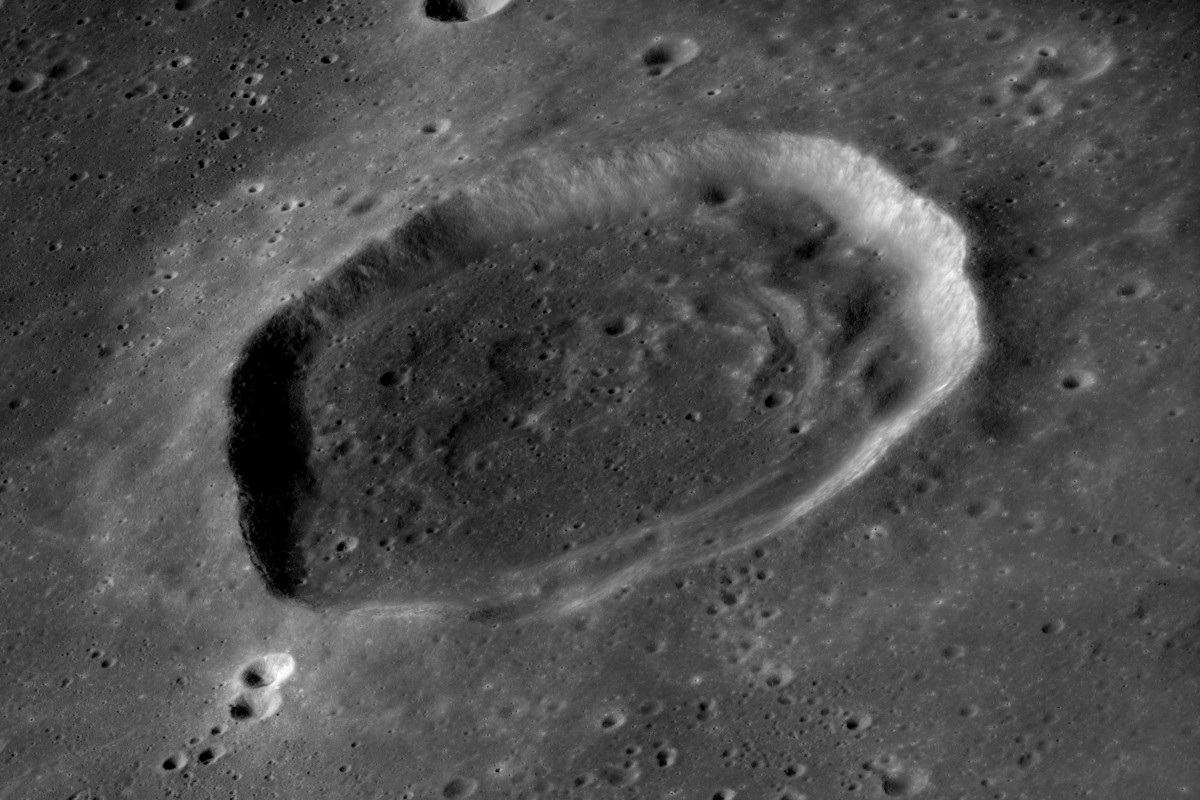
Fotografía de la misión Apolo 16

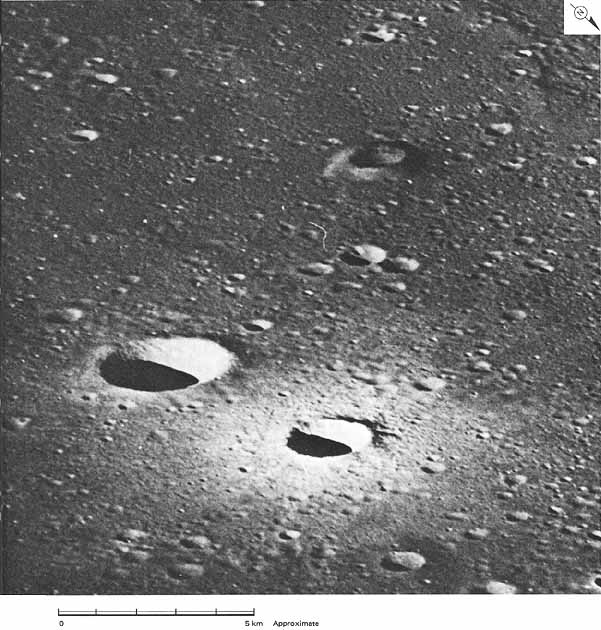
Lassell D y Lassell J

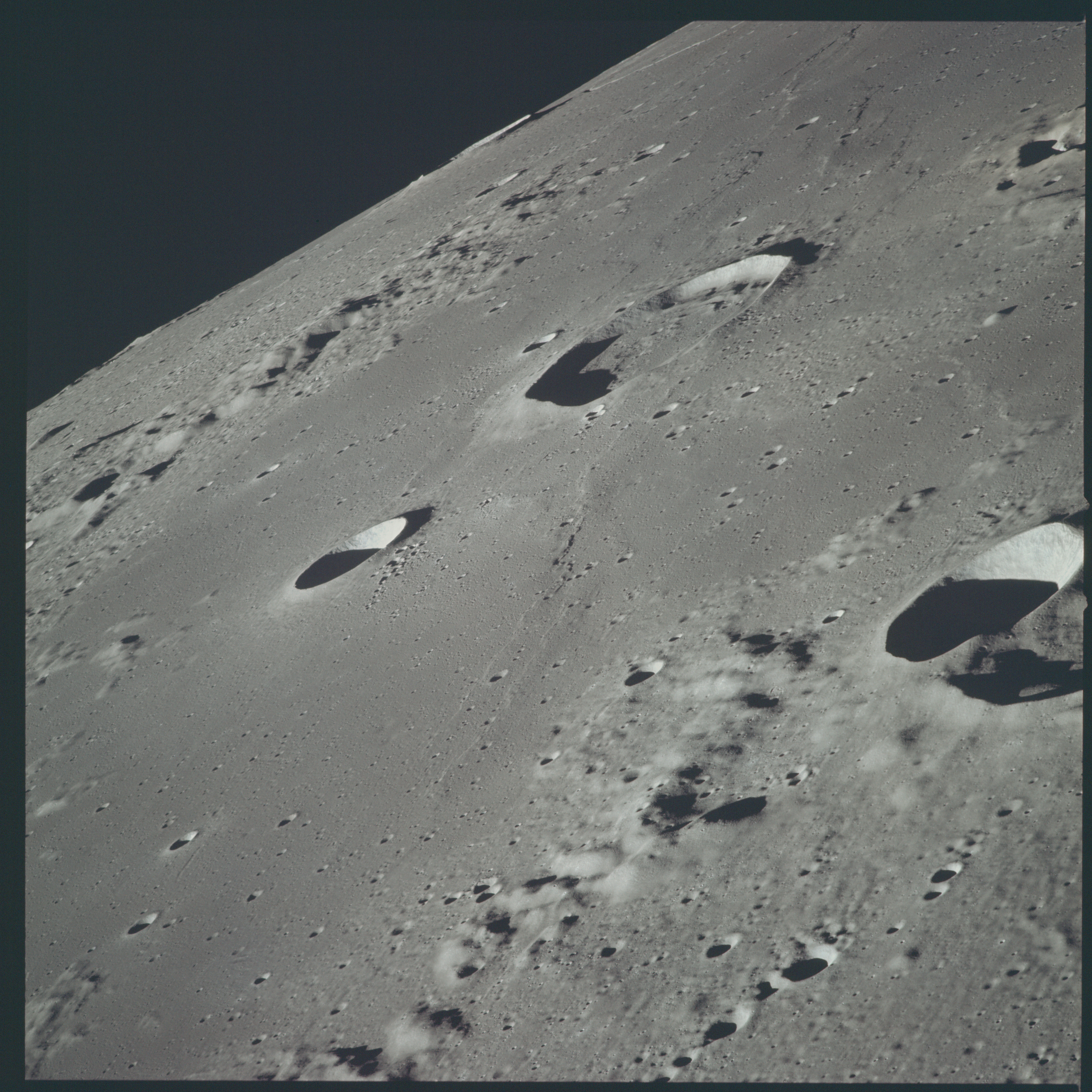
Vista oblicua desde el Apolo 12, con Davy en primer plano

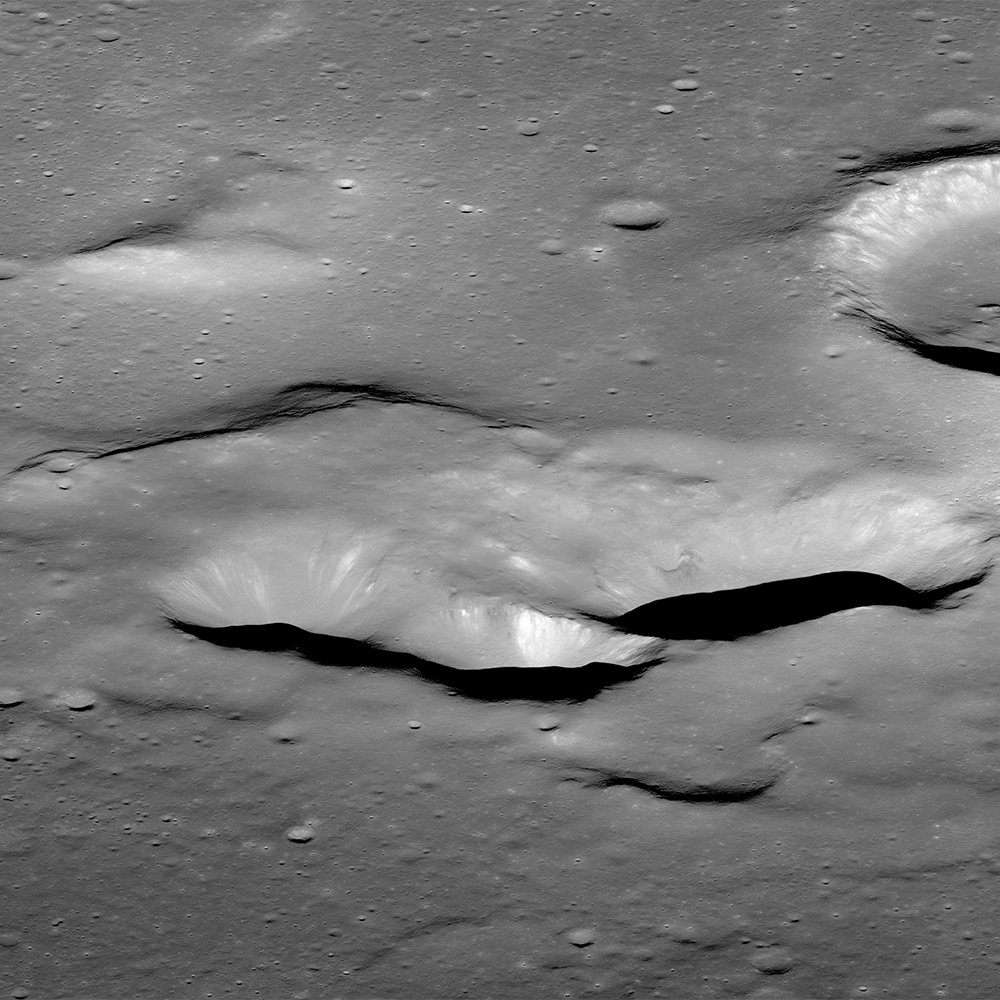
Fotografía de la misión Lunar Reconnaissance Orbiter

Lassell es un pequeño cráter de impacto lunar que se encuentra en la parte oriental del Mare Nubium, al oeste del cráter Alpetragius, y al suroeste de Alphonsus.
|  |

El interior de Lassell ha sido inundado y remodelado por la lava, dejando una superficie casi plana con los restos del reborde exterior de baja altura. La superficie tiene un bajo albedo, dando al interior un aspecto oscuro. La pared exterior superviviente es generalmente circular pero con una forma vagamente poligonal.
Al este-noreste se localiza un cráter circular en forma de cuenco denominado Lassell B. Esta formación tiene un albedo más alto que su entorno y por lo tanto aparece relativamente brillante, especialmente en ángulos de sol altos.
El pequeño cráter Lassell D se encuentra al oeste-noroeste de Lassell, a medio camino del cráter Guericke, muy erosionado. Este cráter está rodeado por una zona de superficie de alto albedo, ejemplo de localización brillante sobre la Luna. Se piensa que el tono claro es un indicio de formación reciente, al menos en términos geológicos lunares.

## Cráteres satélite
Por convención estos elementos son identificados en los mapas lunares poniendo la letra en el lado del punto medio del cráter que está más cercano a Lassell.
|         | \| Lassell \| Coordenadas \| Diámetro \| \| ------- \| ------------------------------ \| -------- \| \| A \| 16°48′S 6°48′O / -16.8, -6.8 \| 3 km \| \| B \| 16°06′S 7°42′O / -16.1, -7.7 \| 4 km \| \| C \| 14°42′S 9°18′O / -14.7, -9.3 \| 9 km \| \| D \| 14°30′S 10°30′O / -14.5, -10.5 \| 2 km \| \| E \| 18°12′S 10°12′O / -18.2, -10.2 \| 5 km \| \| F \| 17°06′S 12°30′O / -17.1, -12.5 \| 5 km \| \| G \| 14°48′S 9°00′O / -14.8, -9.0 \| 7 km \| \| H \| 14°30′S 11°12′O / -14.5, -11.2 \| 5 km \| \| J \| 14°48′S 10°24′O / -14.8, -10.4 \| 4 km \| \| K \| 15°06′S 8°54′O / -15.1, -8.9 \| 4 km \| \| M \| 14°12′S 8°48′O / -14.2, -8.8 \| 3 km \| \| S \| 18°12′S 8°30′O / -18.2, -8.5 \| 4 km \| \| T \| 17°06′S 8°48′O / -17.1, -8.8 \| 2 km \| |          |
| Lassell | Coordenadas | Diámetro |
| A       | 16°48′S 6°48′O / -16.8, -6.8 | 3 km     |
| B       | 16°06′S 7°42′O / -16.1, -7.7 | 4 km     |
| C       | 14°42′S 9°18′O / -14.7, -9.3 | 9 km     |
| D       | 14°30′S 10°30′O / -14.5, -10.5 | 2 km     |
| E       | 18°12′S 10°12′O / -18.2, -10.2 | 5 km     |
| F       | 17°06′S 12°30′O / -17.1, -12.5 | 5 km     |
| G       | 14°48′S 9°00′O / -14.8, -9.0 | 7 km     |
| H       | 14°30′S 11°12′O / -14.5, -11.2 | 5 km     |
| J       | 14°48′S 10°24′O / -14.8, -10.4 | 4 km     |
| K       | 15°06′S 8°54′O / -15.1, -8.9 | 4 km     |
| M       | 14°12′S 8°48′O / -14.2, -8.8 | 3 km     |
| S       | 18°12′S 8°30′O / -18.2, -8.5 | 4 km     |
| T       | 17°06′S 8°48′O / -17.1, -8.8 | 2 km     |